# Głubczyce-Sady
Głubczyce-Sady – wieś w Polsce położona w województwie opolskim, w powiecie głubczyckim, w gminie Głubczyce.
Leży na terenie Nadleśnictwa Prudnik (obręb Prudnik).

## Galeria

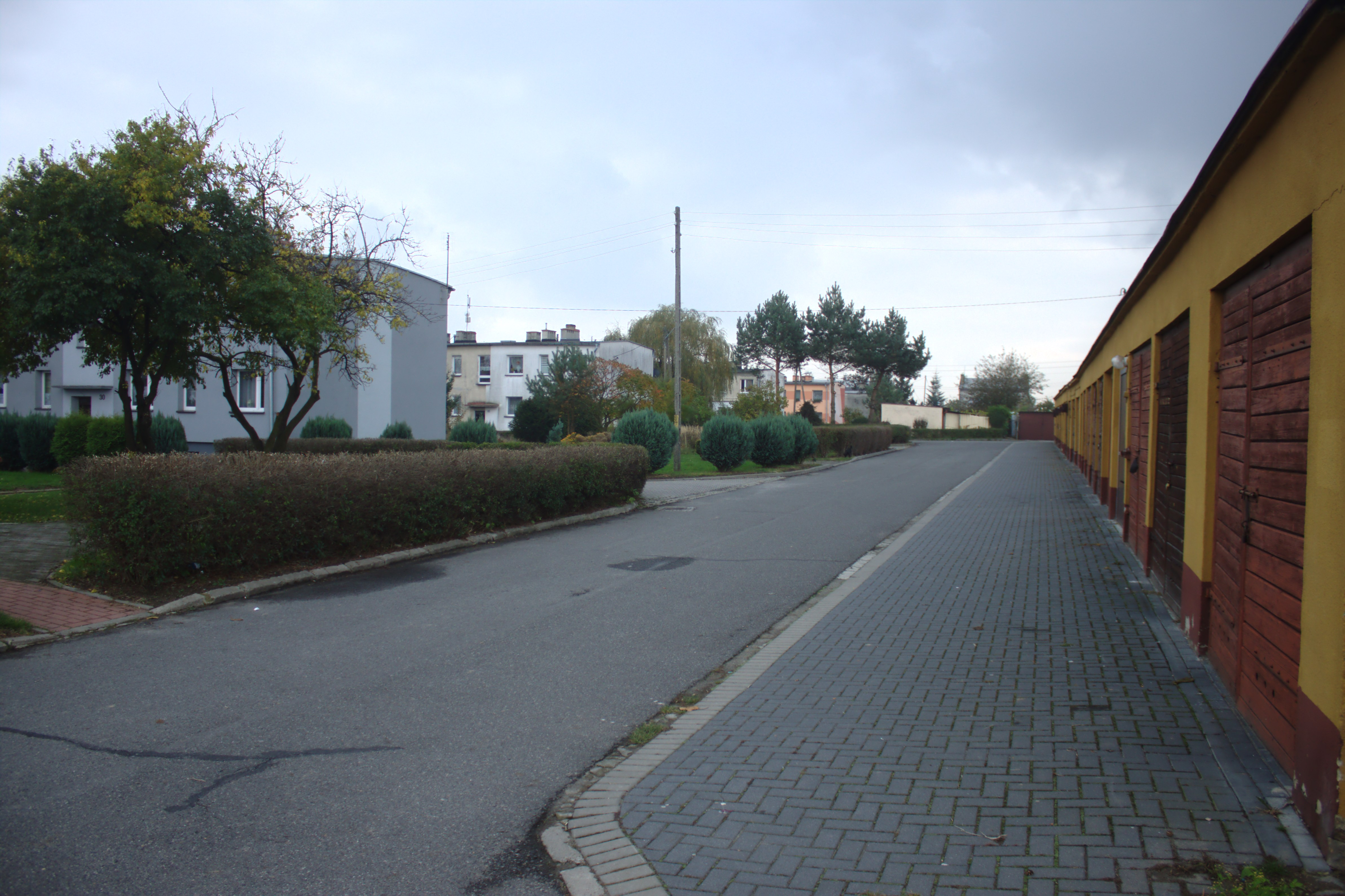
Ulica
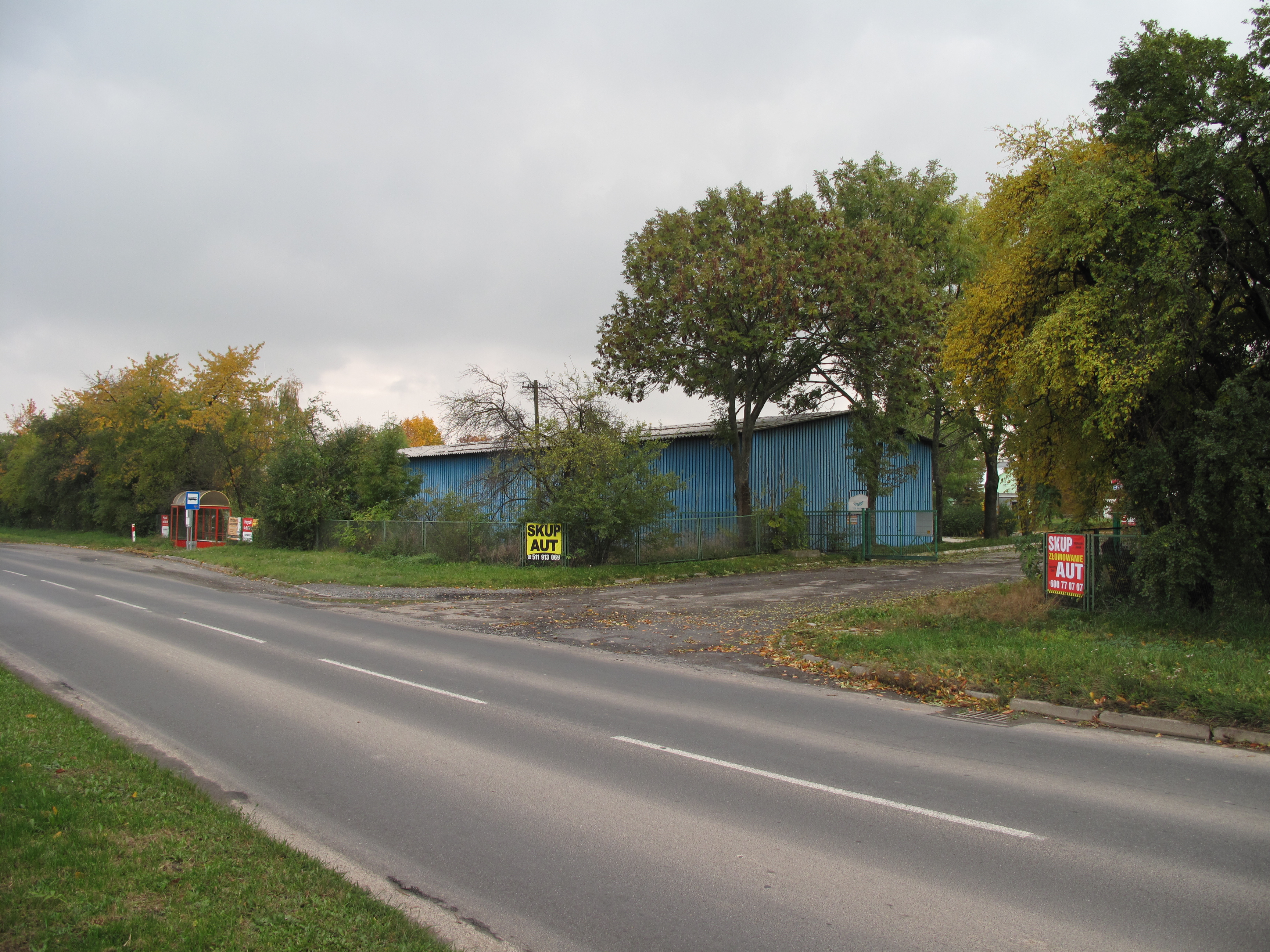
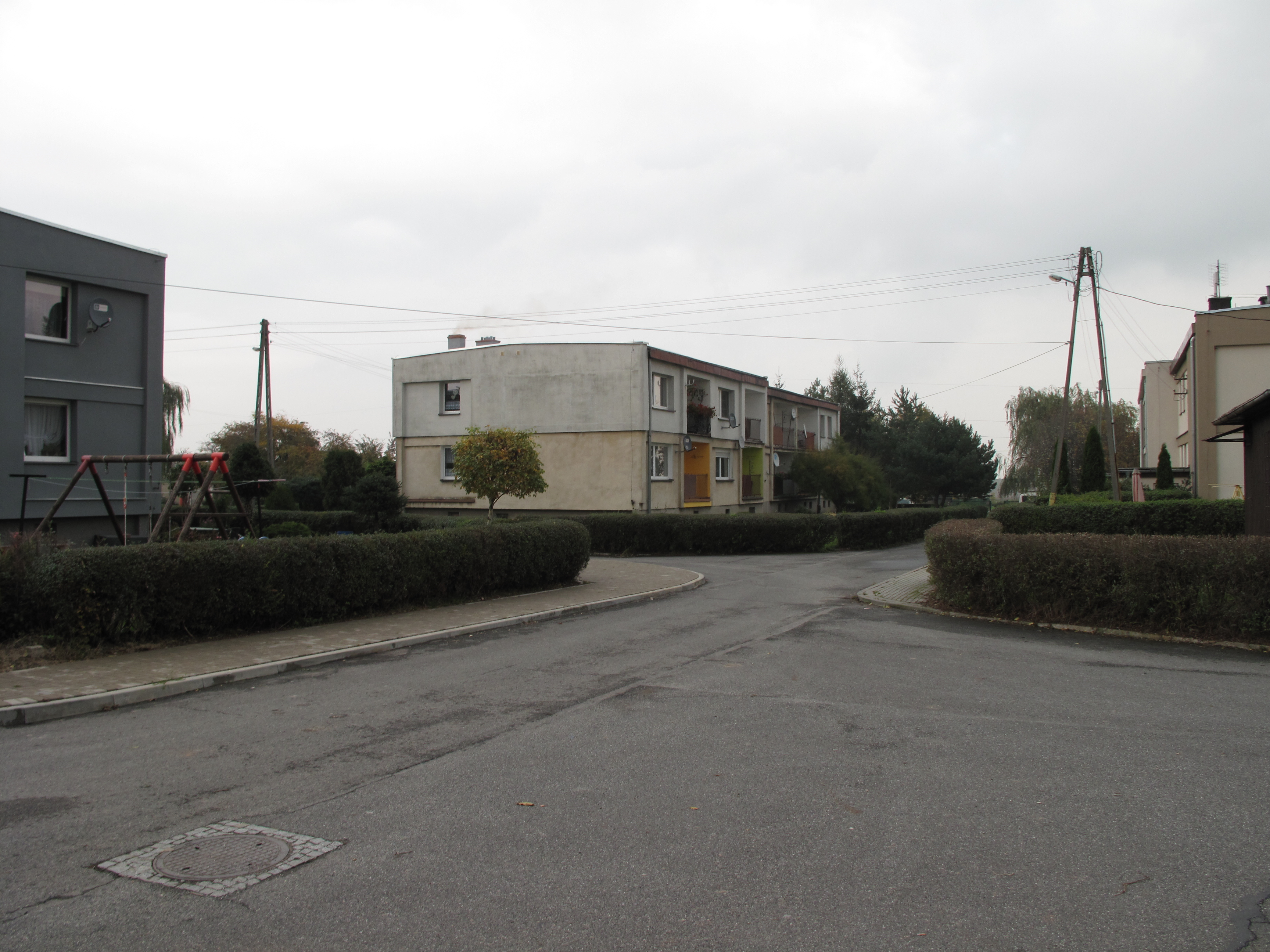
Domy